# چیکوسا-کو، ناگویا
چیکوسا-کو، ناگویا (به لاتین: Chikusa-ku, Nagoya) یک منطقهٔ مسکونی در ژاپن است که در ناگویا واقع شده‌است. چیکوسا-کو ۱۸٫۲۳ کیلومترمربع مساحت و ۱۶۱٬۱۹۶ نفر جمعیت دارد.